# Sultan (Schiff, 1777)
Die Sultan, auch HMS Sultan, war ein 74-Kanonen-Linienschiff (Zweidecker) 3. Ranges der Royal-Oak-Klasse der britischen Marine, das von 1777 bis 1815 in Dienst stand.

## Geschichte
Die Sultan lief am 23. Dezember 1775 vom Stapel, ein Ereignis, das in den Three Cups in Harwich gefeiert wurde. Sie wurde nach Chatham gebracht, wo sie zwischen dem 23. Februar 1776 und dem 3. November 1777 fertiggestellt wurde. Im August 1777 wurde sie unter Kapitän John Wheelock in Dienst gestellt und war Teil einer Flotte, die am 9. Juni des folgenden Jahres nach New York segelte. Diese aus 13 Linienschiffen und einer Fregatte bestehende Verstärkung für den Krieg in Amerika, die unter dem Kommando von Konteradmiral John Byron stand, hatte sich aufgrund von Personalmangel um einige Monate verzögert.
Byrons Geschwader wurde durch einen Sturm zersprengt, sodass die Schiffe einzeln in Amerika ankamen. Sein Flaggschiff, die HMS Princess Royal mit 90 Kanonen, sichtete schließlich am 18. August die Südküste von Long Island. Die meisten seiner Schiffe landeten jedoch in Halifax, und nur wenige schafften es bis New York. Am 11. September 1778 schloss sich die Sultan der Flotte von Richard Howe an und blockierte die Franzosen in Boston.
Nach dem Tod von Kapitän Wheelock im Jahr 1779 ging das Kommando der Sultan an Kapitän Charles Fielding über. Das Schiff befand sich im Februar in Antigua, als Fielding mit der Übermittlung von Botschaften nach England betraut wurde. Kurz nach der Schlacht von St. Lucia traf die Fregatte HMS Pearl ein, die Einzelheiten über die Einnahme der Insel überbrachte. Am 16. Februar liefen dann beide Schiffe gemeinsam aus mit Kurs Richtung England. Am 22. März erreichten sie Spithead mit Papieren und Berichten von Byron, Admiral Samuel Barrington und Generalmajor James Grant.

### Seeschlacht von Grenada

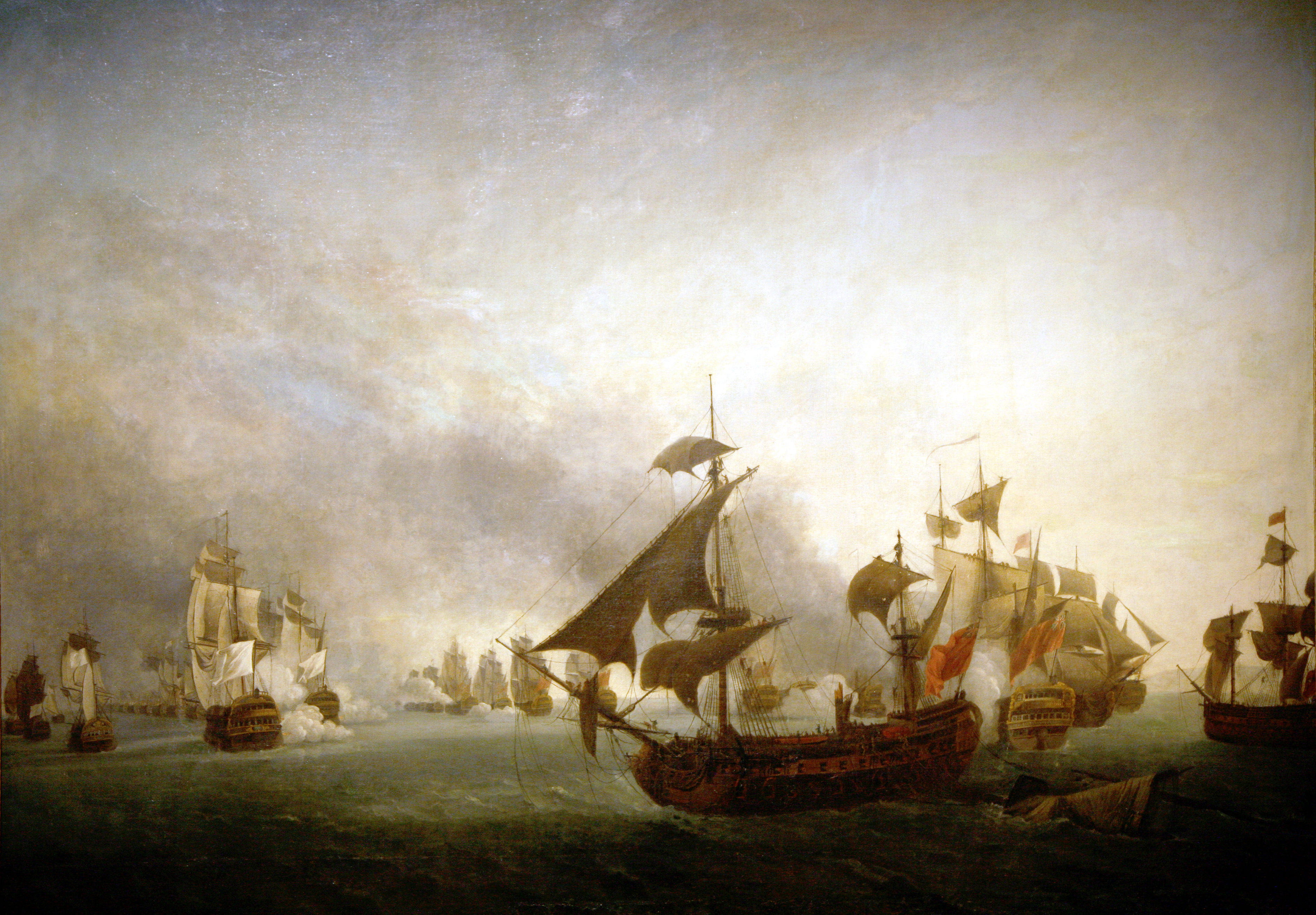

Fielding wurde später durch Kapitän Alan Gardner ersetzt, unter dem die Sultan am 6. Juli in der Schlacht von Grenada kämpfte. Die britischen Schiffe waren als Geleitschutz unterwegs, als am 18. Juni eine französische Streitmacht unter Charles Henri d’Estaing die Insel St. Vincent angriff und eroberte. Admiral Byron, der über den Verlust der Insel informiert worden war und gerade dabei war, die Insel zurückzuerobern, erhielt die Nachricht, dass die Franzosen inzwischen Grenada eingenommen hatten. Er wendete sofort seinen Konvoi, um die Franzosen zu stellen. Von seinen 21 Linienschiffen ließ er zunächst drei zur Bewachung des Konvois zurück. In der Hoffnung auf einen schnellen Sieg, bevor die Franzosen Zeit hatten, sich zu sammeln, gab er den Befehl zur allgemeinen Verfolgung der feindlichen Flotte, sobald diese ihren Ankerplatz verließ. Fünfzehn der fünfundzwanzig französischen Schiffe hatten jedoch bereits Kiellinienformation eingenommen, als die Sultan, die den Angriff anführte, mit der HMS Prince of Wales und der HMS Boyne eintraf. Sie waren dem Rest der britischen Flotte weit voraus und mussten die Hauptlast des französischen Feuers ertragen, ohne ihre eigenen Geschütze zum Einsatz bringen zu können. Die übrige britische Flotte versuchte zwar, eine Linie zu bilden, griff aber nicht kontinuierlich an und wurde in dem unorganisierten Angriff und wegen ihrer zahlenmäßigen Unterlegenheit schwer beschädigt. Die Briten hatten in der Schlacht 183 Tote und 346 Verwundete zu beklagen. Der Verlust an Bord der Sultan betrug 16 Tote und 39 Verwundete.
Im Juni 1780 gehörte die Sultan zu dem kleinen Geschwader von William Cornwallis, das aus zwei 74 Kanonen-, zwei 64 Kanonen-, einem 50 Kanonenschiff und einer Fregatte bestand. Diese wurde vom Oberbefehlshaber der Jamaika-Station, Admiral Hyde Parker, entsandt, um eine britische Handelsflotte auf dem Weg nach England zu begleiten. Nachdem Cornwallis den Konvoi bis nach Bermuda gebracht hatte, kehrte er zurück und sichtete am 20. Juni vor Monte Cristi einen französischen Konvoi. Die französische Flotte unter dem Kommando von Admiral Charles de Ternay war mit 6.000 Mann auf dem Weg nach Rhode Island. Als de Ternay die Briten herannahen sah, ließ er seine sieben Begleitschiffe ein 80 Kanonen, zwei 74 Kanonen und vier 64 Kanonenschiffe eine Kolonne bilden, um den Feind anzugreifen. Daraufhin befahl Cornwallis seinen Schiffen, sich in Kiellinie aufzustellen, wobei die Sultan die zweite Position einnahm. Nach einem kurzen Schusswechsel brach die unterlegene britische Streitmacht das Gefecht ab und die Franzosen setzten ihren Weg fort.
Im Dezember desselben Jahres befand sich die Sultan wieder in England, wo sie bis zum darauf folgenden April in Plymouth überholt und eine neue Kupferbemantelung erhielt. Im Mai 1781 wurde sie unter Kapitän James Watt wieder in Dienst gestellt und segelte im Juni nach Indien. 1782 schloss sich die Sultan der Flotte von Sir Edward Hughes an, die aus England eintraf, um an den Schlachten von Providien, Nagapattinam und Trincomalee teilzunehmen. Da an Bord der Sultan viele Männer an Skorbut erkrankt waren und man weder die Möglichkeit hatte, die Kranken an Land zu bringen, noch die Mannschaft zu entsetzen, war man gezwungen, mit dezimierter Besatzung in die Schlacht zu ziehen.

### Sri Lanka

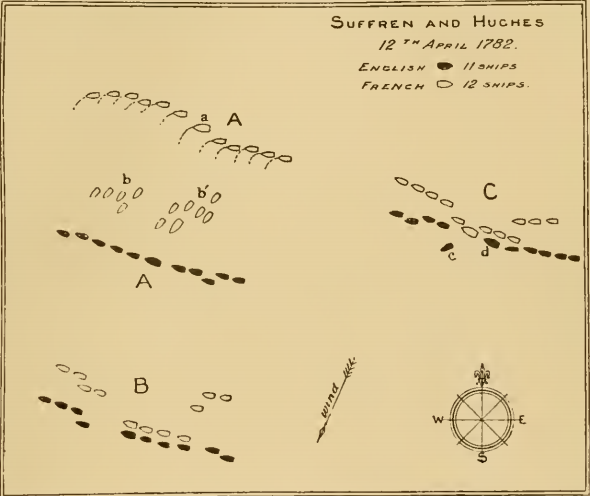

Hughes Flotte die aus der Superb, der Hero, der Monarca, der Isis sowie der Exeter, Burford, Monmouth, Worcester und der Eagle bestand, hatte Madras am 12. März verlassen und segelte mit Verstärkung nach Trincomalee. Am 30. März stießen die Sultan und die Magnanime zu ihm, so dass seine Flotte auf elf Schiffe anwuchs. Zwölf französische Linienschiffe unter Admiral Pierre André de Suffren, die Truppen zur Unterstützung der Belagerung von Cuddalore angelandet hatten, waren auf dem Weg nach Süden, als am 9. April die britische Flotte gesichtet wurde. Hughes, für den die sichere Ablieferung der Truppen oberste Priorität hatte, hielt zwei Tage lang den Kurs, bis eine Auseinandersetzung unausweichlich wurde. Als sich am Morgen des 12. April abzeichnete, dass die Franzosen zu ihm aufschließen würden, ließ Hughes seine Schiffe mit der Sultan in der Nachhut in Gefechtsstellung gehen.
Um 11:00 Uhr drehten die Franzosen, die sich auf Parallelkurs befanden, bei und nahmen ihrerseits ebenfalls Gefechtsstellung ein. Suffren wies sein zusätzliches Schiff an, die Nachhut von Backbord anzugreifen. Da die französische Linie jedoch gebogen war, trugen die mittleren britischen Schiffe die Hauptlast des Angriffs. Um ein Auflaufen an der Küste zu vermeiden, drehten beide Flotten gegen 15:40 Uhr ab. Um 17:40 Uhr ging Hughes mit seiner Flotte vor Anker, um Reparaturen durchzuführen. Die Franzosen ankerten gegen 20:00 Uhr, 2 Seemeilen entfernt, um das Gleiche zu tun. Beide Seiten hatten 137 Tote zu beklagen, die Briten 430 Verwundete und die Franzosen 357.

### Seeschlacht von Nagapattinam

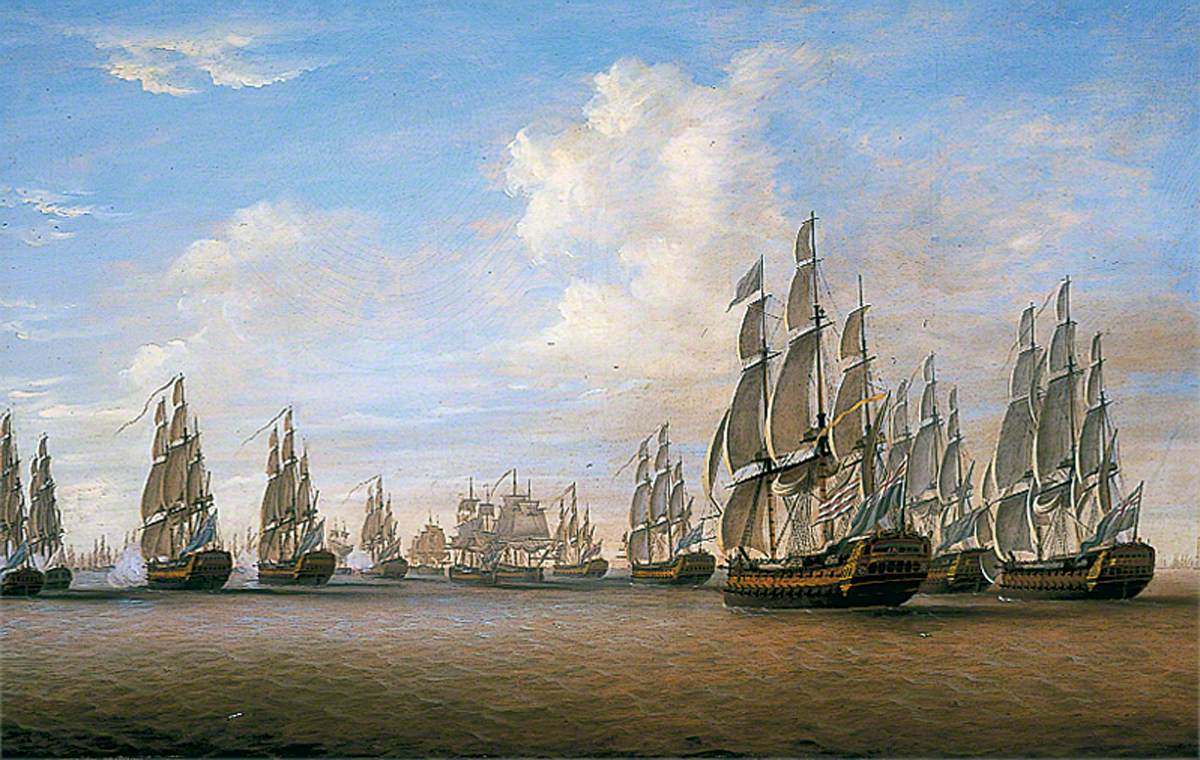

Bei der Ankunft in Nagapattinam erfuhr die Flotte, dass Cuddalore am 4. April kapituliert hatte und Suffren sich einige Meilen nördlich aufhielt, wo er britische Handelsschiffe bedrohte. Während die Briten noch über ihr weiteres Vorgehen nachdachten, tauchte am 5. Juli Suffren, mit seiner durch Prisenschiffe verstärkte französische Flotte auf und forderte die Briten zum Kampf. Als um 15.00 Uhr, Monsunregen einsetzte, setzte Hughes Kurs Richtung Süden, um seine Luvstellung zu nutzen. Bei Sonnenaufgang am nächsten Morgen lagen die Briten etwa 15 km luvwärts von der französischen Flotte, die in der Nacht vor Anker gegangen war. Um 06:00 Uhr befahl Suffren seinen Schiffen, Segel zu setzen, musste jedoch feststellen, dass eine seiner 64 Kanonenschiffe, die Ajax, nicht in der Lage war, dem Befehl nachzukommen, da während des Sturms der vorangegangenen Nacht einer ihrer Masten beschädigt worden war. Damit waren die Flotten zahlenmäßig gleich stark. Mit dem Wind aus Südwest gingen beide Flotten mit Backbordbug in Stellung. Kurz vor 11:00 Uhr begannen die Linien aufeinander zuzulaufen, aber wie in der Schlacht vom 12. April und wie in den meisten Gefechten segelten die gegnerischen Streitkräfte nicht auf einem parallelen Kurs, sodass die Schiffe in der Vorhut viel näher waren als die Schiffe in der Nachhut. Daher wurde das vierte Schiff in der französischen Linie am Anfang des Gefechts schwer beschädigt und musste sich, nachdem eines seiner Masten zerstört war, aus der Schlacht zurückziehen.
Um 12:30 Uhr drehte der Wind nach Süd-Süd-Ost und brachte beide Flotten wieder auseinander. Mit Kurs im Wind wendeten einige Schiffe nach Steuerbord, andere nach Backbord. Bis auf sechs Schiffe, vier britische, darunter die Sultan, und zwei französische, hatten somit alle Schiffe abgedreht. In dem nun folgenden Melee zerstörte die Sultan zuerst einen der Masten der Brilliant und ging dann mit zwei anderen britischen Schiffen gegen die Sévère vor. Mit 3 zu 1 zahlenmäßig unterlegen ergab sich die Sévère ohne großen Widerstand. Die britischen Schiffe stellten den Beschuss ein, und die Sultan drehte ab, um sich dem Rest der Flotte wieder anzuschließen. Als sich Suffren mit der Héros näherte, hisste die Sévère zuvor ihre gestrichene Fahne und feuerte auf das Heck der Sultan, was erheblichen Schaden verursachte. Um 13:30 Uhr war die Schlacht so gut wie vorbei; beide Seiten formierten sich neu und ankerten um 18:00 Uhr etwa 10 Seemeilen (19 km) voneinander entfernt, um Reparaturen vorzunehmen. Die Briten hatten in diesem Gefecht 77 Tote und 233 Verwundete zu beklagen, die Franzosen 178 Tote und 601 Verwundete. Am 7. Juli segelte die französische Flotte nach Cuddalore.

### Seeschlacht von Trincomalee

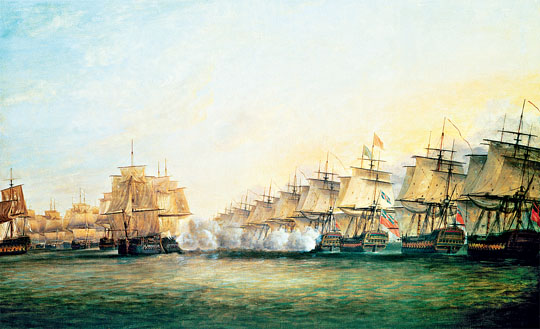

Hughes war zwar am 20. Juli nach Madras zurückgekehrt, doch da er einen Angriff auf Trincomalee erwartete, stach er am 20. August erneut in See. Die Briten erreichten den Hafen am 2. September und mussten feststellen, dass der Ort bereits zwei Tage zuvor gefallen war. Als sich die Briten am nächsten Morgen näherten, kam ihnen Suffren mit seinen 14 Linienschiffen entgegen. Hughes hatte durch die Sceptre Verstärkung erhalten, womit sich seine Flotte auf zwölf Schiffe erhöhte.
Beide Flotten befanden sich die 25 Seemeilen (46 km) südöstlich der sri-lankischen Küste, als sich die Franzosen in Lee gegen 14:00 Uhr, den Briten querab in Kiellinienformation näherten und auf Parallelkurs zu Hughes gingen. Da die Manöver schlecht ausgeführt worden waren, kam es jedoch zu keinem einheitlichen Angriff, sodass sich Vor- und Nachhut nur aus der Ferne bekämpfen konnten, während es im Zentrum zu heftigen Gefechten zwischen der Sultan, Superb, Burford, Eagle, Hero und Monarca auf der einen und Héros, Illustre und Ajax auf der anderen Seite kam. Als die Brillant und die Artésien zur Unterstützung eintrafen, war die Ajax bereits so schwer beschädigt, dass sie sich zurückziehen musste. Als der Wind gegen 17:30 Uhr drehte, griff die französische Vorhut die britischen Schiffe im Zentrum an und verursachte große Schäden. Mit Einsetzen der Dunkelheit endete die Schlacht und am nächsten Morgen segelten die Franzosen nach Trincomalee und die Briten nach Madras. Am Ende des Kampfes hatten die Briten 51 Tote darunter Kapitän Watt und 283 Verwundete zu beklagen, die Franzosen 82 Tote und 255 Verwundete. Er wurde durch Kapitän Andrew Mitchell ersetzt, der die Sultan in der Schlacht von Cuddalore am 20. Juni 1783 befehligte.
Der Zustand der britischen Flotte nach der Schlacht von Trincomalee war so schlecht, dass Hughes nicht glaubte, dass sie den Monsun in den offenen Gewässern um Madras überstehen würde. Daher verlegte er seine Schiffe nach Reparaturen und Umrüstungen nach Mumbai. Am 15. November war die Flotte wieder einsatzbereit und auf der Reise nach Mumbai die mehr als zwei Monate dauerte, machte Hughes die Sultan zu seinem Flaggschiff.

### Seeschlacht von Cuddalore

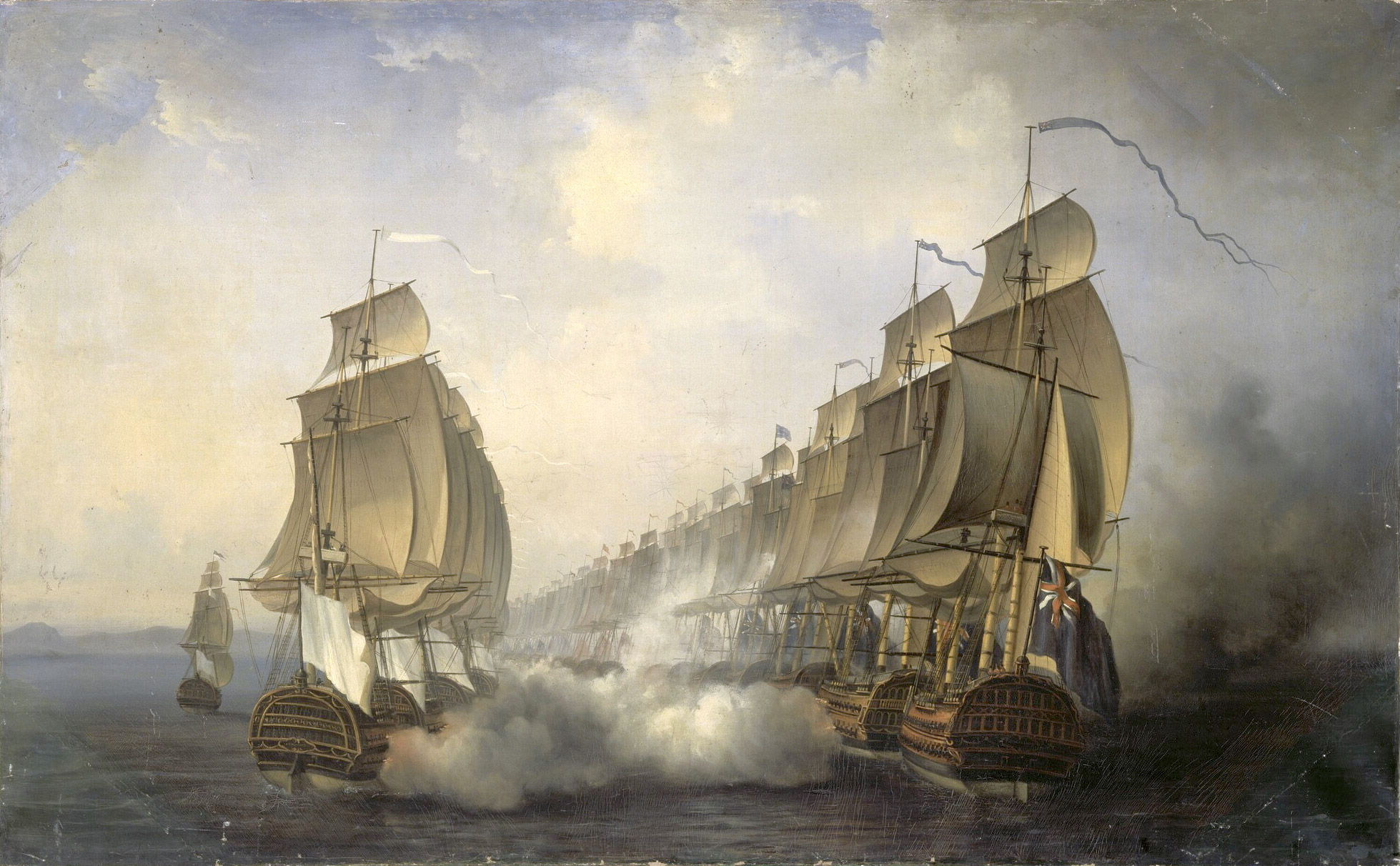
Gemälde der Schlacht von Cuddalore (20. Juni 1783) zwischen der französischen Flotte unter dem Kommando des Bailli de Suffren und der britischen Flotte unter dem Befehl von Konteradmiral Edward Hughes

Im April 1783 wurden Hughes’ Schiffe zur Unterstützung eines Landangriffs auf Cuddalore entsandt. Eine britische Streitmacht marschierte von Madras aus und belagerte Cuddalore am 7. Juni 1783. Hughes Flotte, bestehend aus 18 Linienschiffen, fuhr nach Süden und deckte die Transporte bei der Anlandung von Nachschub. Als Suffren am 10. Juni von dem Angriff erfuhr, stach er mit 15 Schiffen von Trincomalee aus in See und sichtete am 13. Juni die britische Flotte vor Parangipettai. Als Hughes die Franzosen sah, ließ er seine Schiffe in See stechen und versuchte, bei leichtem und unbeständigem Wind seine Luvstellung zu halten. Suffren verbrachte die nächsten vier Tage damit, unter den gleichen Bedingungen nach Cuddalore zu gelangen, wo er seine Besatzung mit 1200 französischen Marinesoldaten ergänzte, bevor er am 18. Juni auslief.
Am 20. Juni herrschte beständiger Wind, und beide Flotten gingen mit Steuerbordbug in Kiellinienformation. Gegen 16:15 Uhr eröffnete man das Feuer und die Sultan, griff die gegenüberliegende Argonaute an. Die Schlacht dauerte drei Stunden, in denen die Briten 99 Tote und 434 Verwundete und die Franzosen 182 Tote und 386 Verwundete zu beklagen hatten. Bei Einbruch der Dunkelheit drehten die Briten ab, während die französische Flotte auf demselben Kurs weiterfuhr und am nächsten Morgen 25 Seemeilen (46 km) nördlich von Cuddalore vor Anker ging. Zusätzlich zu den Toten und Verwundeten hatte Hughes 1.100 Mann durch Skorbut verloren. Da die Besatzungen erschöpft und mehrere Schiffe beschädigt waren, zogen sich die Briten am 22. Juni nach Madras zurück, wo sie drei Tage später eintrafen. Die Belagerung wurde ohne sie bis zum 29. Juni fortgesetzt, bis ein britisches Schiff die Nachricht vom Frieden brachte.

## Schicksal
Nachdem die Sultan 1784 als Hughes’ Flaggschiff nach Hause zurückgekehrt war, wurde sie ausgemustert. Im Juli 1794 wurde die Sultan als Lazarettschiff im Hafen von Portsmouth wieder in Dienst gestellt und im Januar 1797 zum Gefängnisschiff umgebaut. Am 25. Oktober 1805 wurde sie in Suffolk umbenannt und diente bis 1815 weiter als Gefängnisschiff, bevor sie 1816 abgewrackt wurde.

## Bau
Als John Montagu, Earl of Sandwich, seine dritte Amtszeit als Erster Lord der Admiralität antrat, gab er sofort sieben neue Schiffe dritten Ranges in Auftrag. Drei Schiffe mit 74 Kanonen, von denen die Sultan das erste sein sollte, sollten nach einem Entwurf des renommierten Schiffbauers Sir John Williams aus dem Jahr 1765 gebaut werden.
Die Sultan wurde am 14. Januar 1771 in Auftrag gegeben und im März auf der Harwich Dockyard auf Kiel gelegt. Das Schiff hatte eine Länge von 51,40 m, eine Breite von 14,3 m und einen Tiefgang von 26,10 m. Damit hatte das Schiff eine Tragfähigkeit von 1.614 73⁄94 Tonnen (bm).
Auf ihrem unteren Geschützdeck trug die Sultan achtundzwanzig 32-Pfünder-Geschütze. Das Oberdeck war mit achtundzwanzig 18-Pfündern bestückt. Auf dem Vorschiff befanden sich vier 9-Pfünder-Geschütze und auf dem Achterdeckvierzehn 9-Pfünder-Geschütze. Die Sultan hatte eine Besatzung von 600 Mann plus Offizieren.